# Bochotnica-Kolonia
Bochotnica-Kolonia – kolonia w Polsce, położona w województwie lubelskim, w powiecie puławskim, w gminie Nałęczów. 
Wieś stanowi sołectwo gminy Nałęczów. Według Narodowego Spisu Powszechnego z roku 2011 wieś liczyła 396 mieszkańców.
| SIMC    | Nazwa   | Rodzaj        |
| ------- | ------- | ------------- |
| 0386583 | Antopol | część kolonii |

Dawniej kolonia wsi Bochotnica, zwanej Wielką, Górną lub Kościelną, która obecnie jest częścią Nałęczowa.
W latach 1957–1963 kolonia Bochotnica znajdowała się w granicach Nałęczowa. W związku z reformą znoszącą gminy jesienią 1954 roku, kolonię Bochotnica włączono do nowo utworzonej gromady Nałęczów. 1 stycznia 1957 kolonię Bochotnica wyłączono ze znoszonej gromady Nałęczów i włączono ją do utworzonego rok wcześniej osiedla Nałęczów, w związku z czym kolonia Bochotnica stała się integralną częścią Nałęczowa. 30 czerwca 1963, w związku z nadaniem Nałęczowowi status miasta, kolonię Bochotnica wyłączono z Nałęczowa i włączono do gromady Sadurki, tym samym przywracając jej samodzielność.
W latach 1975–1998 kolonia należała administracyjnie do ówczesnego województwa lubelskiego.
Wierni Kościoła rzymskokatolickiego należą do parafii św. Jana Chrzciciela w Nałęczowie.